# Leonard Nimoy
Leonard Simon Nimoy (26 de març de 1931, Boston, Massachusetts — 27 de febrer de 2015, Bel-Air, Los Angeles, Califòrnia) fou un actor, director, poeta i fotògraf estatunidenc, conegut principalment per haver interpretat el personatge de Spock a les sèries i pel·lícules de la saga Star Trek durant almenys 50 anys. Això inclou originar Spock a la sèrie original de Star Trek el 1966, després Star Trek: La sèrie animada, les primeres sis pel·lícules de Star Trek, Star Trek: La nova generació, la pel·lícula de Star Trek del 2009 i Star Trek Into Darkness. Nimoy també va dirigir pel·lícules, com ara Star Trek 3: A la recerca de Spock (1984), Star Trek 4: Missió salvar la Terra (1986) i Tres solters i un biberó (1987), i la seva carrera va incloure papers en videoclips musicals i videojocs. A més d'actuar i fer cinema, Nimoy va ser fotògraf, autor, cantant i compositor.
La carrera d'actor de Nimoy va començar durant els seus vint anys, impartint classes d'actuar a Hollywood i fent petites aparicions en cinema i televisió durant la dècada de 1950. De 1953 a 1955, va servir a l'Exèrcit dels Estats Units com a sergent dels Serveis Especials, una branca d'entreteniment de l'exèrcit estatunidenc. Va originar i desenvolupar Spock començant amb el pilot de televisió de 1964 de Star Trek "La gàbia" i "On no ha anat mai cap home" de 1965, fins al final de la sèrie a principis de 1969, seguit de vuit llargmetratges i aparicions com a convidat en spin-offs. De 1967 a 1970, Nimoy va tenir una carrera musical amb Dot Records, amb el seu primer i segon àlbums principalment com a Spock. Després de la sèrie original Star Trek, Nimoy va protagonitzar Mission: Impossible durant dues temporades, va presentar la sèrie documental In Search of..., va aparèixer a Columbo, i va fer diverses aparicions teatrals ben rebudes.
La interpretació de Spock per part de Nimoy va tenir un impacte cultural significatiu i li va valer tres nominacions als Premis Emmy. El seu perfil públic com a Spock era tan fort que les seves dues autobiografies, I Am Not Spock (1975) i I Am Spock (1995), van ser escrites des del punt de vista de la coexistència amb el personatge. Leonard Nimoy va interpretar un Spock més gran, amb Zachary Quinto interpretant un Spock més jove, a la pel·lícula de reinvenció de Star Trek del 2009, dirigida per J. J. Abrams. El 2010, Nimoy va anunciar que es retirava d'interpretar Spock, al·legant tant la seva edat avançada com el desig de donar a Quinto tota l'atenció mediàtica com a personatge. El seu darrer paper com a Spock va ser a la seqüela del 2013, Star Trek Into Darkness.
Nimoy va morir el febrer de 2015 després d'un llarg cas de malaltia pulmonar obstructiva crònica (MPOC). La seva mort va ser notícia internacional i va ser rebuda amb expressions de commoció i dolor per part dels fans, els coprotagonistes de "Star Trek", els científics, les celebritats i els mitjans de comunicació. Un asteroide fou anomenat 4864 Nimoy en honor seu. For the Love of Spock (2016) va ser produïda pel seu fill Adam sobre la seva vida i carrera, i Remembering Leonard Nimoy (2017) va ser produïda per la seva filla Julie sobre la seva malaltia.

## Primers anys
Leonard Simon Nimoy va néixer el 26 de març de 1931, en una secció irlandesa del West End de Boston, Massachusetts, d'immigrants jueus d'Iziàslav, Ucraïna. Els seus pares van deixar Iziaslav per separat, el seu pare primer va travessar la frontera caminant cap a Polònia mentre la seva mare i la seva àvia van ser tretes de contraban de la Unió Soviètica en un carro tirat per cavalls amagant-se sota bales de fenc.:7 Es van reunir després d'arribar als Estats Units. La seva mare, Dora (née Spinner; 1904–1987), era mestressa de casa, i el seu pare, Max Nimoy (1901–1987), era propietari d'una barberia a la secció Mattapan de Boston. Tenia un germà gran, Melvin (1926–2022).
De petit, Nimoy va fer diverses feines per complementar els ingressos familiars, com ara vendre diaris i targetes de felicitació, polir sabates o muntar cadires als teatres, i quan es va fer gran, vendre aspiradores.:12 Va començar a actuar als vuit anys en un teatre infantil i de barri. Els seus pares volien que anés a la universitat i seguís una carrera estable, o fins i tot aprengués a tocar l'acordió, per poder guanyar-se la vida sempre, però el seu avi el va animar a fer el que més volia fer aleshores, que era actuar. Nimoy es va adonar que tenia una aptitud per cantar, que va desenvolupar al cor de la seva sinagoga.:17 El seu cant durant el seu bar mitsvà als 13 anys va ser tan bo que li van demanar que repetís la seva actuació la setmana següent en una altra sinagoga. William Shatner va dir: "Encara és l'únic home que conec la veu del qual era bona dos bar mitzvàs!":18
El seu primer paper important va ser als 17 anys, com a Ralphie en una producció amateur de Awake and Sing! de Clifford Odets, sobre les lluites d'una família jueva matriarcal similar a la seva durant la Gran Depressió. Va dir: "Interpretar aquest adolescent en aquesta família jueva que s'assemblava tant a la meva va ser increïble ... La mateixa dinàmica, les mateixes tensions a la llar." El paper "va encendre una passió" que va conduir a la seva carrera d'actor, i Nimoy va dir: "Mai vaig voler fer res més". Shatner ha dit que Nimoy també va treballar en programes de ràdio locals per a nens, sovint doblant històries bíbliques:
| « | Òbviament, hi havia alguna cosa simbòlica en això. Molts anys més tard, com a capità Kirk, jo estaria ocupat rescatant civilitzacions en perill en planetes llunyans mentre que el Sr. Spock de Leonard examinaria la moralitat de l'home i dels extraterrestres.:17 | » |

Nimoy va fer classes de teatre al Boston College, i després de traslladar-se a Los Angeles, va utilitzar 600 dòlars que va estalviar venent aspiradores per matricular-se al Pasadena Playhouse, mantenint-se com a acomodador de teatre, taxista i omplint màquines expenedores. No obstant això, aviat es va desil·lusionar i ho va deixar al cap de sis mesos, ja que sentia que les habilitats d'actuació que ja havia adquirit en papers anteriors eren més avançades: "Vaig pensar que havia d'estudiar aquí tres anys per fer aquest nivell de treball, i ja estic fent treballant millor".:25
Es va convertir en un devot dels conceptes d'actuació del mètode derivats dels ensenyaments de Konstantín Stanislavski, i es va adonar que l'escenari li permetia explorar les seves inspiracions originals per a la interpretació: els "territoris psicològics, emocionals i físics de la vida que no es poden fer enlloc més".:481 Igual que el seu model d'actor de mètode, Marlon Brando, Nimoy portava texans i samarretes. Entre estudis, va acceptar una feina en una gelateria al Sunset Strip.:481
El 1953, Nimoy es va allistar a la Reserva de l'Exèrcit dels Estats Units a Fort McPherson Geòrgia, on va servir durant 18 mesos fins al 1955, i va marxar com a sergent d'estat major. Havia estat als Serveis Especials de l'Exèrcit, on va fer espectacles que ell mateix escrivia, narrava i presentava. Un dels seus soldats va ser Ken Berry, a qui va animar a dedicar-se a la vida civil i el va ajudar a contactar amb agents. urant aquest període, va dirigir i protagonitzar Un tramvia anomenat desig, amb l'Atlanta Theater Guild.:481 Poc després de ser donat de baixa, la seva dona Sandi estava embarassada del seu segon fill i van llogar un apartament mentre ell es feia taxista a Los Angeles.:41 Una vegada va recollir el senador John F. Kennedy al Bel Air Hotel el 1956, abans que comencés la Convenció Demòcrata el 13 d'agost. Com que el senador no portava diners en efectiu, Nimoy el va haver de seguir fins al Beverly Hilton per recollir el seu 1,25 dòlars d'algú que coneixia Kennedy. Va rebre una propina d'1,75 dòlars.

## Carrera com actor

### Abans i durantStar Trek
Nimoy va passar més d'una dècada interpretant només petits papers en pel·lícules de sèrie B i el protagonista en una, juntament amb un paper menor a la televisió. Creia que la seva actuació com a paper principal a la pel·lícula de 1952 Kid Monk Baroni el convertiria en una estrella, però la pel·lícula va fracassar després d'una breu projecció al cinema. Durant la seva carrera militar, la pel·lícula va guanyar una audiència més gran a la televisió, i després de la seva baixa va aconseguir una feina més estable interpretant un "dur", on el seu personatge utilitzava armes de carrer com ara navalles i pistoles o havia d'amenaçar o atacar persones. Va superar el seu accent de Boston, però es va adonar que la seva aparença prima feia improbable l'estrellat.
Va decidir ser actor secundari en lloc de fer papers principals, una actitud que va adquirir des de la seva infància: "Sóc un segon fill que va ser educat amb la idea que el meu germà gran havia de ser respectat i no pertorbat. No l'havia d'eclipsar […] Així que la meva carrera d'actor estava dissenyada per ser un actor secundari, un actor de personatges.":25 Va interpretar més de 50 petits papers en pel·lícules de sèrie B, sèries de televisió com ara Perry Mason i Dragnet, i serials com ara Zombies of the Stratosphere (1952), en què interpretava un marcià anomenat Narab. Per mantenir una dona i dos fills, sovint feia altres feines, com ara repartir diaris, treballar en una botiga d'animals i conduir taxis.
Nimoy va interpretar un sergent de l'exèrcit al thriller de ciència-ficció de 1954 Són elles! i un professor a la pel·lícula de ciència-ficció de 1958 The Brain Eaters, i va tenir un paper a The Balcony (1963), una adaptació cinematogràfica de l'obra de teatre El balcó de Jean Genet. Amb Vic Morrow, va coproduir Deathwatch, una versió cinematogràfica en anglès de 1965 de l'obra de teatre de Genet Haute Surveillance, adaptada i dirigida per Morrow i protagonitzada per Nimoy. La història tracta de tres reclusos. En part com a resultat del seu paper, va impartir classes de teatre a membres de Synanon, un centre de rehabilitació de drogues, explicant: "Doneu una mica aquí i sempre tornareu".
Va tenir papers com a convidat a la sèrie Sea Hunt de 1958 a 1960 i un paper secundari a l'episodi de 1961 La Dimensió Desconeguda "A Quality of Mercy". També va aparèixer a la sèrie redifosa Highway Patrol protagonitzada per Broderick Crawford, i com a Luke Reid a l'episodi "Night of Decision" de la sèrie western de l'ABC/Warner Bros. Colt .45.
Nimoy va aparèixer quatre vegades en papers ètnics al programa Wagon Train de NBC, el programa amb més audiència de la temporada 1961–1962. Va interpretar Bernabé Zamora a "The Estaban Zamora Story" (1959), "Cherokee Ned" a "The Maggie Hamilton Story" (1960), Joaquin Delgado a "The Tiburcio Mendez Story" (1961) i Emeterio Vasquez a "The Baylor Crowfoot Story" (1962).
Nimoy va aparèixer en nombrosos episodis de Gunsmoke, així com a Steve Canyon (1959), Bonanza (1960), The Rebel (1960), Two Faces West (1961), Laramie (1961), Rawhide (1961), The Untouchables (1962), The Eleventh Hour (1962), Perry Mason (1963), Combat! (1963, 1965), Daniel Boone, The Outer Limits (1964), The Virginian (1963–1965; primer treball amb el coprotagonista de Star Trek DeForest Kelley a "Man of Violence", episodi 14 de la temporada 2, el 1963), i Superagent 86 (1966). Va aparèixer a la sèrie Outer Limits de 1995. Va aparèixer a Gunsmoke el 1961 com a Grice, el 1962 com a Arnie i el 1966 com a John Walking Fox.
Nimoy i el futur coprotagonista de Star Trek William Shatner van treballar junts per primera vegada en un episodi de la sèrie d'espies de la NBC The Man from U.N.C.L.E., "The Project Strigas Affair". (1964). Els seus personatges eren de bàndols oposats del Teló d'Acer, tot i que amb la seva aparença saturnina, Nimoy interpretava el dolent i Shatner un recluta U.N.C.L.E. reticent. Aleshores ja tenia una bona reputació a Hollywood com a actor de personatges, i va triar Star Trek per sobre d'un paper a Peyton Place.
A l'escenari, Nimoy va interpretar el paper principal en una curta temporada de Visit to a Small Planet de Gore Vidal el 1968 (poc abans del final de la sèrie Star Trek) al Pheasant Run Playhouse de St. Charles (Illinois).

### Star Trek

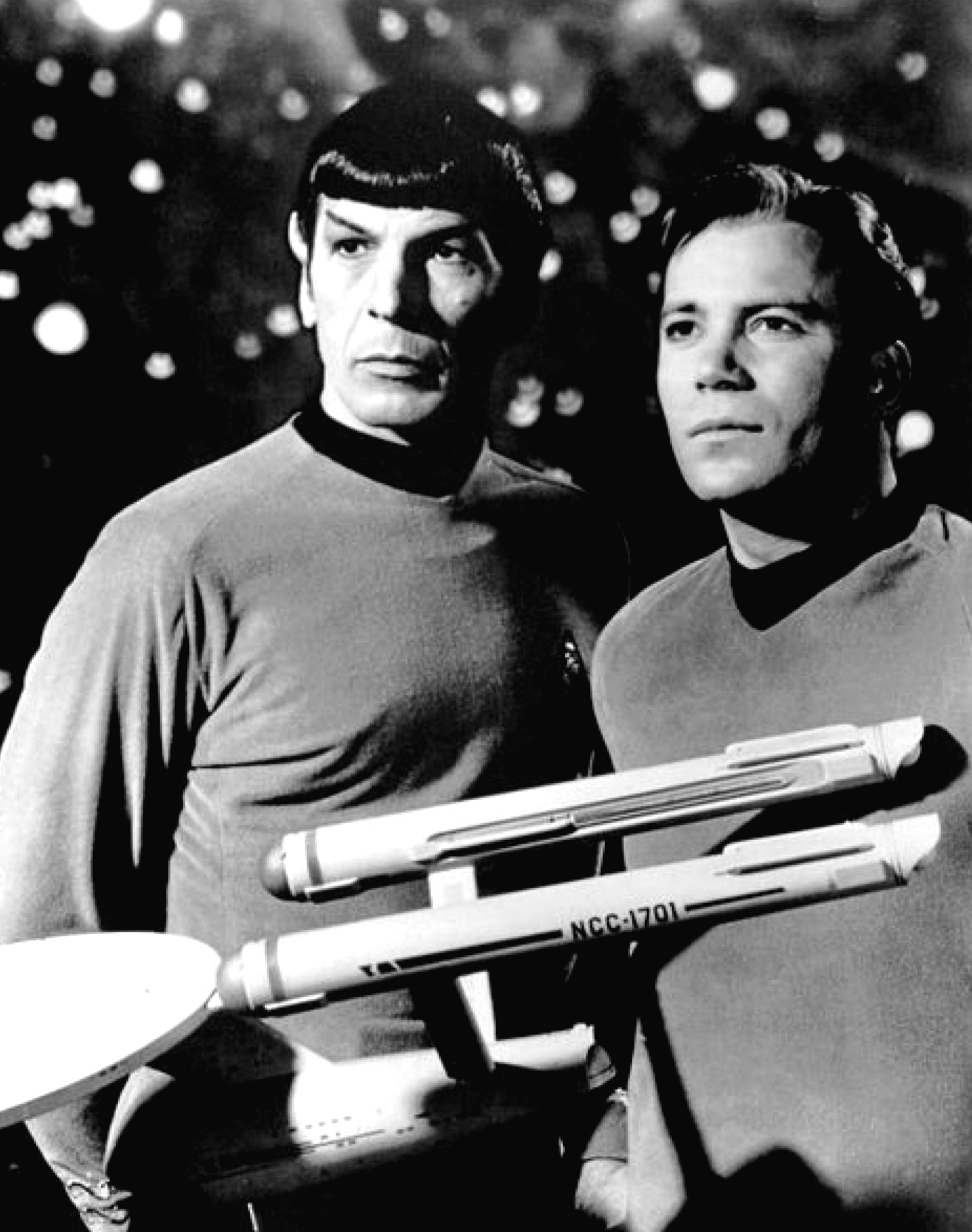
Leonard Nimoy caracteritza Spock juntament amb el capità Kirk (William Shatner).

Nimoy va ser conegut sobretot per la seva interpretació de Spock, el personatge mig humà, mig vulcanià que va interpretar a Star Trek des del primer episodi de televisió el 1966 fins a la pel·lícula Star Trek Into Darkness el 2013. Segons el biògraf Dennis Fischer, Spock va ser el "paper més important" de Nimoy.:482 Spock es va convertir en una icona i un dels personatges alienígenes més populars mai apareguts a la televisió. Els espectadors admiraven la seva compostura i intel·lecte i la seva capacitat per assumir qualsevol tasca amb èxit. Com a resultat, el personatge de Nimoy "va conquerir el públic", gairebé eclipsant l'estrella de la sèrie, el capità Kirk de William Shatner, afegeix Fischer.:482 Més tard, Nimoy va ser acreditat per aportar "dignitat i intel·ligència a un dels personatges més venerats de la ciència-ficció".
Nimoy i Shatner, que va interpretar el seu oficial al comandament, es van fer amics íntims durant l'emissió televisiva de la sèrie i eren "com germans", segons Shatner. Star Trek es va emetre del 1966 al 1969. Pel seu paper com a Spock, Nimoy va ser nominat tres vegades a un Premi Emmy per Millor actor secundari en una sèrie dramàtica, i durant molt de temps ha estat l'únic actor de Star Trek nominat a un Emmy.
Entre els símbols reconeguts i únics de Spock que Nimoy va incorporar a la sèrie hi ha la salutació vulcaniana, que es va identificar amb ell a la cultura pop. Nimoy va crear el rètol a partir dels records de la seva infància de la manera com els kohanim (sacerdots jueus) s'agafen les mans quan donen la benedicció sacerdotal. La benedicció parlada que l'acompanya és "Llarga vida i pròspera".
Nimoy va concebre el "pessic vulcanià", que va suggerir com a substitut del mètode de noqueig escrit amb la culata del seu faser. Volia una manera més sofisticada de deixar una persona inconscient. Nimoy va explicar al director que Spock, segons la història, havia assistit a l'Institut Tecnològic Vulcà i havia estudiat anatomia humana. Spock posseïa la capacitat de projectar una forma única d'energia a través de la punta dels dits. Nimoy va explicar a Shatner la idea de posar-se la mà al coll i l'espatlla, i ho van assajar. Nimoy atribueix l'actuació de Shatner durant el "pessic" que va vendre la idea i la va fer funcionar a la pantalla.:482
| «                                                | El seu llegat com a personatge és clau per gaudir de Star Trek. La manera com Spock va ser utilitzat com a recurs perquè els guionistes examinessin la humanitat i què significava ser humà, això és realment del que tractava "Star Trek". I en trobar Leonard Nimoy, van trobar la persona perfecta per retratar-lo. | » |
| — Matt Atchity, editor en cap de Rotten Tomatoes | |   |

Nimoy va tornar a interpretar Spock a Star Trek: La sèrie animada i dos episodis de Star Trek: La nova generació. Quan es va planejar la nova sèrie Star Trek: Phase II a finals dels anys 70, Nimoy només havia de participar en dos dels onze episodis, però quan la sèrie es va convertir en un llargmetratge, va acceptar repetir el seu paper. Les primeres sis pel·lícules de Star Trek presenten el repartiment original, inclòs Nimoy, que també va dirigir dues de les pel·lícules, Star Trek 3: A la recerca de Spock i Star Trek 4: Missió salvar la Terra. Va interpretar el Spock vell a la pel·lícula de reinvenció Star Trek del 2009 i breument a la seqüela del 2013, Star Trek Into Darkness, ambdues dirigides per J. J. Abrams.

### Després de Star Trek

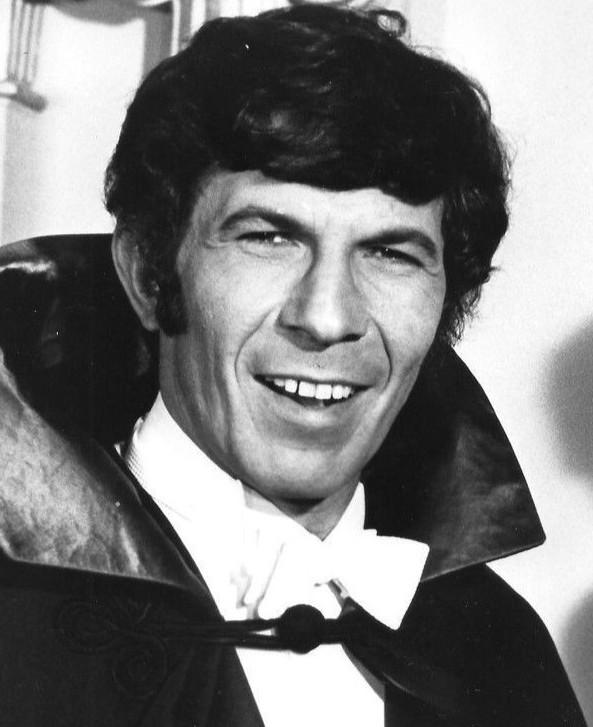
Nimoy a una sessió de fotos de Mission: Impossible el 1970

Després de Star Trek el 1969, Nimoy es va unir immediatament al repartiment de la sèrie d'espies Mission: Impossible, que buscava un substitut per a Martin Landau. Nimoy va ser escollit per al paper de Paris, un agent de l'IMF que era un ex-mag i expert en maquillatge, "El Gran Paris". Va interpretar el paper durant la quarta i la cinquena temporada de 1969 a 1971. Nimoy havia estat considerat seriosament com a part del repartiment inicial de la sèrie, però va romandre a Star Trek.
Va coprotagonitzar amb Yul Brynner i Richard Crenna la pel·lícula western L'or de ningú (1971). També va tenir papers en dos episodis de Night Gallery de  Rod Serling (1972 i 1973) i Columbo (1973). Va aparèixer en pel·lícules de televisió com ara Assault on the Wayne (1970), Baffled! (1972), The Alpha Caper (1973), The Missing Are Deadly (1974), Seizure: The Story Of Kathy Morris (1980) i Marco Polo (1982). Va rebre una nominació al Premi Emmy al millor actor secundari per la pel·lícula de televisió A Woman Called Golda (1982), per interpretar el paper de Morris Meyerson, el marit de Golda Meir, al costat d'Ingrid Bergman com a Golda en el seu paper final.
El 1975, Nimoy va filmar una introducció al museu World of the Unexplained de Ripley situat a Gatlinburg, Tennessee, i Fisherman's Wharf a San Francisco, Califòrnia. A finals dels anys setanta, va presentar i narrar la sèrie de televisió In Search of ..., que investigava esdeveniments o temes paranormals o inexplicables. Entre el 2000 i el 2001 va presentar la sèrie de televisió de la CNBC The Next Wave With Leonard Nimoy, que explorava com els negocis electrònics s'integraven amb la tecnologia i Internet. També va tenir un paper com a psiquiatra al remake de Philip Kaufman de La invasió dels ultracossos (1978).

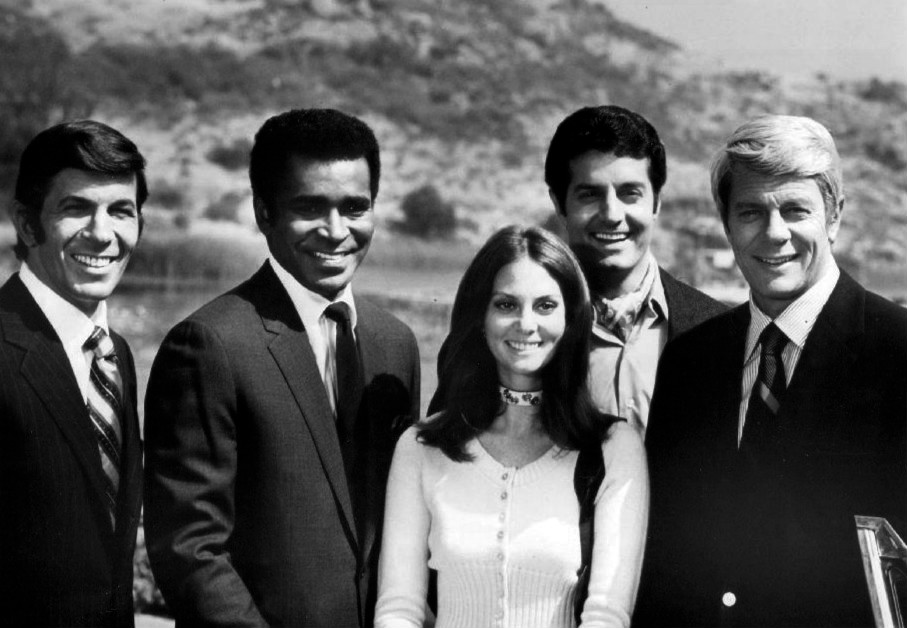
Nimoy amb el repartiment de Mission: Impossible el 1970

### Teatre

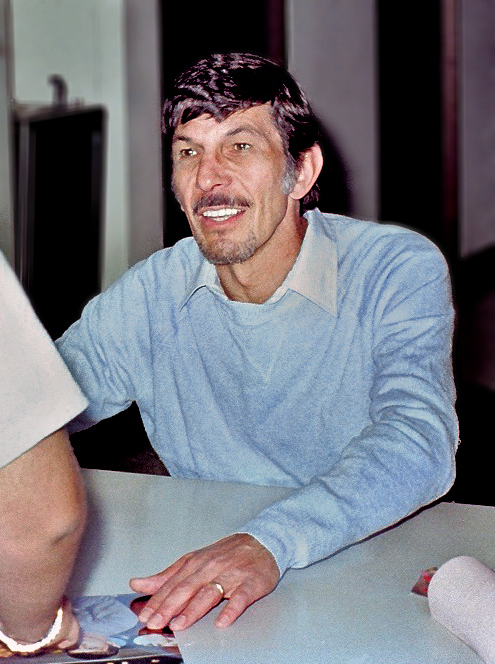
Nimoy n una convenció de ciència-ficció de 1980

Nimoy va ser aclamat per una sèrie de papers teatrals. El 1971 va interpretar el paper protagonista de Tevye a Fiddler on the Roof, que va estar de gira durant vuit setmanes. Havia actuat al teatre ídix de jove, i va dir que el paper va ser com un "retorn a casa" per ell perquè els seus pares, com Tevye, també provenien d'un shtetl de Rússia i es podien identificar amb l'obra quan el veien. Més tard aquell mateix any va interpretar Arthur Goldman a The Man in the Glass Booth al Old Globe Theater de San Diego.
Va interpretar Randle McMurphy a One Flew Over the Cuckoo's Nest el 1974, un any abans del seu llançament com a pel·lícula, amb Jack Nicholson en el mateix paper. Durant la durada de l'obra, Nimoy va assumir el càrrec de director i volia que el seu personatge fos "brusc i dur", i va insistir a tenir tatuatges. La dissenyadora de vestuari de l'espectacle, Sharon White, es va divertir: "Això va ser una cosa íntima. ... Aquí estic amb el Sr. Spock, per l'amor de Déu, i li estic dibuixant als braços."
El 1975, Nimoy va fer una gira i va interpretar el paper principal al Sherlock Holmes de la Royal Shakespeare Company .:483 Diversos autors han percebut paral·lelismes entre el Holmes racional i el personatge de Spock, i es va convertir en un tema recurrent als clubs de fans de Star Trek. L'escriptor de Star Trek Nicholas Meyer va dir que el vincle entre Spock i Holmes era obvi per a tothom. Meyer dóna alguns exemples, incloent-hi una escena de Star Trek VI: The Undiscovered Country, en què Spock cita directament un llibre de Doyle i atribueix a Holmes el mèrit d'haver defensat la lògica que defensava. A més, la connexió estava implícita a Star Trek: La nova generació, que ret homenatge tant a Holmes com a Spock.
El 1977, quan Nimoy va interpretar Martin Dysart a Equus a Broadway, ja havia interpretat 13 papers importants en 27 ciutats, incloent-hi Tevye, Malvolio a Twelfth Night, i Randle McMurphy a One Flew Over the Cuckoo's Nest. El 1981, Nimoy va protagonitzar Vincent, un espectacle unipersonal que va escriure i publicar com a llibre el 1984. L'enregistrament d'àudio de l'obra està disponible en DVD amb el títol de Van Gogh Revisited. Es basava en la vida de l'artista Vincent van Gogh, en què Nimoy interpretava el germà de Van Gogh, Theo. Altres obres van ser Oliver!, al The Melody Top Theater de Milwaukee, 6 Rms Riv Vu amb Sandy Dennis, a Florida, Full Circle amb Bibi Anderson a Broadway i a Washington, D.C. Va participar a Camelot, The King and I, Calígula, The Four Poster i My Fair Lady.

### Pel·lícules deStar Trek
Després que Paramount acceptés resoldre una demanda de Nimoy pels drets d'autor de la marxandatge de Star Trek, va acceptar unir-se a Star Trek: La pel·lícula, la primera de la sèrie de pel·lícules Star Trek. El 1986, Nimoy havia guanyat més de mig milió de dòlars en drets d'autor.

### Altres papers

#### Actuació de veu
El 1975, les versions de Nimoy de "There Will Come Soft Rains" i "Usher II" de Ray Bradbury, ambdues de Les cròniques marcianes (1950), es van publicar a Caedmon Records. Durant el 1980, Nimoy va presentar el segment "Adventure Night" dels divendres de la sèrie de radiodrama Mutual Radio Theater, que es va escoltar a través del Mutual Broadcasting System. El 1986, Nimoy va prestar la seva veu al personatge de Galvatron a la pel·lícula d'animació The Transformers: The Movie.
A la pel·lícula d'animació per a televisió de Bradbury de 1993 The Halloween Tree, Nimoy va ser la veu del Sr. Moundshroud, el guia infantil. Nimoy va prestar la seva veu com a narrador a la pel·lícula documental IMAX de 1994, Destiny in Space, que mostrava imatges de l'espai de nou missions del Transbordador espacial durant quatre anys. El 1999, va posar la veu a la narració de la versió anglesa del joc Seaman de la Sega Dreamcast i va promoure pel·lícules educatives Y2K.
Juntament amb John de Lancie, que va interpretar Q a la franquícia Star Trek, Nimoy va crear Alien Voices, una empresa de producció d'àudio especialitzada en dramatitzacions d'àudio. Entre les obres narrades conjuntament per la parella hi ha La màquina del temps, Viatge al centre de la Terra, El món perdut, L'home invisible, Els primers homes a la Lluna, i diversos especials de televisió per al Sci-Fi Channel. En una entrevista publicada al lloc web oficial de "Star Trek", Nimoy va dir que Alien Voices es va deixar de produir perquè la sèrie no es va vendre prou bé per recuperar els costos.
El 2001, Nimoy va posar la veu al rei atlant Kashekim Nedakh a la pel·lícula d'animació de Disney "Atlantis: L'imperi perdut". Nimoy va proporcionar una sèrie completa de veus en off per al videojoc del 2005 "Civilization IV". A la sèrie de televisió "The Next Wave" va entrevistar gent sobre tecnologia. Presenta el documental "The Once and Future Griffith Observatory". Nimoy i la seva dona, Susan Bay-Nimoy, van ser els principals partidaris de l'expansió històrica de l'Observatori Griffith del 2002 al 2004.
El 2009, va posar la veu a "The Zarn" a la pel·lícula televisiva Land of the Lost. Va posar la veu al joc multijugador massiu en línia Star Trek Online, publicat el febrer de 2010, i Kingdom Hearts Birth by Sleep com a Xehanort, el principal dolent de la sèrie. Tetsuya Nomura, el director de Birth by Sleep, va dir que Nimoy va ser escollit per al paper específicament pel seu paper de Spock, per interpretar al costat de Mark Hamill, famós pel seu paper de Luke Skywalker a Star Wars, ja que Nomura era fan de les dues sèries i volia enfrontar-los. Nimoy va repetir aquest paper per a Kingdom Hearts 3D: Dream Drop Distance el 2012. Després de la seva mort el 2015, Nimoy va ser substituït en el paper de Xehanort per Rutger Hauer. Hauer va morir el 2019 i va ser succeït per Christopher Lloyd, que també va aparèixer a Star Trek 3: A la recerca de Spock.
Nimoy va posar la veu a Sentinel Prime a la pel·lícula del 2011 Transformers: Dark of the Moon. Era un lector freqüent i popular de Selected Shorts, una sèrie de programes en curs al Symphony Space de la ciutat de Nova York (que també fa gires per tot el país) que presenten actors, i de vegades autors, llegint obres de ficció curta. Els programes s'emeten per ràdio i estan disponibles en llocs web a través de Public Radio International, National Public Radio i WNYC radio. Nimoy va ser homenatjat pel Symphony Space amb el canvi de nom del Thalia Theater com a Leonard Nimoy Thalia Theater.

#### Aparicions especials
De 1982 a 1987, Nimoy va presentar el programa educatiu infantil Standby...Lights! Camera! Action! a Nickelodeon.Va ser actor de doblatge ocasional en llargmetratges d'animació, inclòs el personatge de Galvatron a The Transformers: The Movie el 1986. Va narrar la sèrie paranormal de CBS de 1991 Haunted Lives: True Ghost Stories. El 1994, va posar veu al Dr. Jekyll i Mr. Hyde a The Pagemaster. El 1998, va tenir un paper principal com a Mustapha Mond a Brave New World, una versió televisiva de la novel·la de 1932 d'Aldous Huxley.

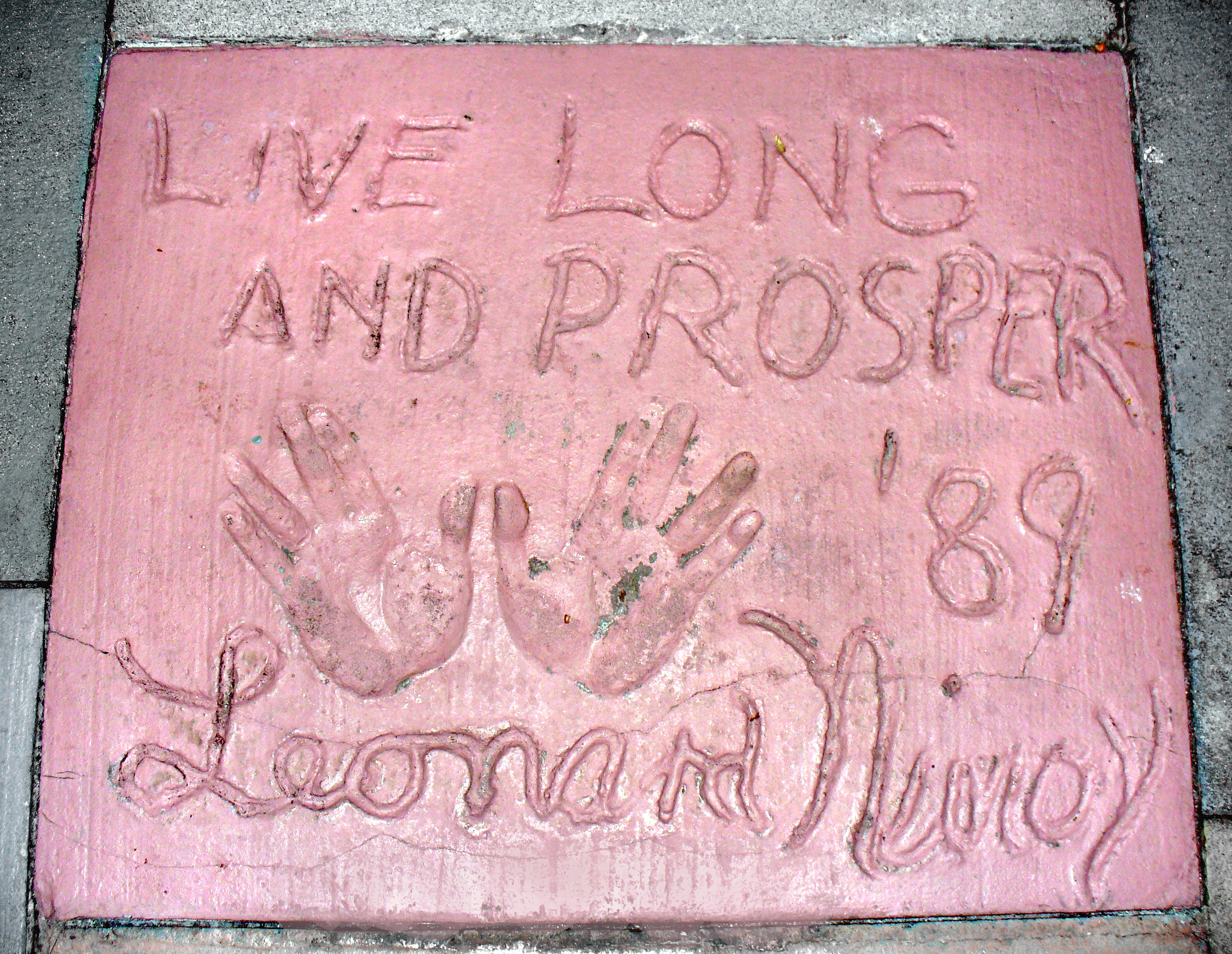
Empremtes de mans de Leonard Nimoy davant de Mickey & Minnie's Runaway Railway al parc temàtic Disney's Hollywood Studios de Walt Disney World

De 1994 a 1997, va narrar la sèrie Ancient Mysteries a A&E, incloent-hi "The Sacred Water of Lourdes" i "Secrets of the Romanovs". Va aparèixer en publicitat al Regne Unit per a l'empresa informàtica Time Computers a finals dels anys noranta. El 1997, va interpretar el profeta Samuel, al costat de Nathaniel Parker, a la pel·lícula de The Bible Collection David. Va aparèixer en diverses sèries de televisió populars, com ara Futurama i Els Simpsons, tant com ell mateix com com a Spock. L'any 2000, va ser l'amfitrió i les presentacions de 45 episodis de mitja hora de la sèrie antològica Our 20th Century a la cadena de televisió AEN. La sèrie cobreix notícies mundials, esports, entreteniment, tecnologia i moda utilitzant clips d'arxiu originals de notícies de 1930 a 1975 dels Arxius Nacionals de Washington, D.C. i altres fonts d'arxiu privades.
El 2001, Nimoy va aparèixer al programa de televisió Becker, on va interpretar el Dr. Emmett Fowler, un professor que no recorda el seu antic alumne. Nimoy va interpretar el personatge enigmàtic recurrent del Dr. William Bell a la sèrie de televisió Fringe. Nimoy va optar pel paper després d'haver treballat prèviament amb Abrams, Roberto Orci i Alex Kurtzman a la pel·lícula Star Trek del 2009 i se li va oferir una altra oportunitat de treballar de nou amb aquest equip de producció. Nimoy també estava interessat en la sèrie, que considerava una barreja intel·ligent de ciència i ciència-ficció, i va continuar com a estrella convidada durant la quarta temporada de la sèrie, fins i tot després de la seva declarada retirada de la interpretació el 2012. La primera aparició de Nimoy com a Bell va ser al final de la primera temporada, "There's More Than One of Everything", que explorava la possible existència d'un univers paral·lel. A l'episodi del 9 de maig de 2009 de Saturday Night Live, Nimoy va aparèixer com a convidat sorpresa al segment Weekend Update amb Zachary Quinto i Chris Pine, que interpreten els joves Spock i Kirk a Star Trek que s'havia estrenat feia uns dies. A l'esquetx, els tres actors intenten apaivagar els Trekkers de tota la vida assegurant-los que la nova pel·lícula seria fidel a la Star Trek original.

#### Productor
El 1991, Nimoy va protagonitzar Never Forget, que va coproduir amb Robert B. Radnitz. La pel·lícula tractava sobre una demanda pro bono publico presentada per un advocat en nom de Mel Mermelstein, interpretat per Nimoy com a supervivent d'Auschwitz, contra un grup d'organitzacions dedicades a la negació de l'Holocaust. Nimoy va dir que va experimentar una forta "sensació de realització" en fer la pel·lícula.. El 2007, va produir l'obra de teatre, Shakespeare's Will del dramaturg canadenc Vern Thiessen. L'espectacle unipersonal va ser protagonitzat per Jeanmarie Simpson com a dona de Shakespeare, Anne Hathaway. La producció va ser dirigida per l'esposa de Nimoy, Susan Bay.

### Semiretirada
L'abril de 2010, Nimoy va anunciar que es retirava d'interpretar Spock, al·legant tant la seva edat avançada com el desig de donar a Zachary Quinto tota l'atenció mediàtica com a personatge. Kingdom Hearts: Birth by Sleep havia de ser la seva última actuació; tanmateix, el febrer de 2011, va anunciar la seva intenció de tornar a Fringe i repetir el seu paper com a William Bell. Nimoy va continuar fent de doblatge durant la jubilació; La seva aparició a la tercera temporada de Fringe inclou la seva veu (el seu personatge només apareix en escenes animades), i va proporcionar la veu de Sentinel Prime a Transformers: Dark of the Moon.El maig de 2011, va fer un cameo al videoclip de la versió alternativa de "The Lazy Song" de Bruno Mars. Aaron Bay-Schuck, l'executiu d'Atlantic Records que va signar el contracte de Mars amb el segell, és el fillastre de Nimoy.
Nimoy va posar la veu a Spock com a estrella convidada en un episodi de la cinquena temporada de la comèdia de situació de la CBS The Big Bang Theory titulat "The Transporter Malfunction", que es va emetre el 29 de març de 2012. També el 2012, Nimoy va repetir el seu paper de William Bell a Fringe per als episodis de la quarta temporada "Letters of Transit" i "Brave New World" parts 1 i 2. Nimoy va repetir el seu paper com a Mestre Xehanort al videojoc del 2012 Kingdom Hearts 3D: Dream Drop Distance. El 30 d'agost de 2012, Nimoy va narrar un segment satíric sobre la vida de Mitt Romney al programa The Daily Show de Comedy Central amb Jon Stewart. El 2013, Nimoy va repetir el seu paper com a Ambaixador Spock en un cameo a Star Trek Into Darkness.

## Altres treballs professionals

### Fotografia
L'interès de Nimoy per la fotografia va començar a la infància; durant la resta de la seva vida, va tenir una càmera que havia reconstruït als 13 anys. Durant la dècada de 1970, va estudiar fotografia a la Universitat de Califòrnia, Los Angeles. Els seus estudis de fotografia a la UCLA van tenir lloc després de Star Trek i Missió: Impossible mentre considerava seriosament canviar de carrera. El seu treball s'ha exposat a les Galleries R. Michelson de Northampton (Massachusetts) i al Museu d'Art Contemporani de Massachusetts.

### Direcció
El debut de Nimoy com a director va ser el 1973, amb el segment "Death on a Barge" d'un episodi de Night Gallery durant la seva última temporada. A principis dels anys vuitanta, va reprendre la direcció de manera consistent, incloent-hi televisió i cinema.
Nimoy va començar a dirigir llargmetratges el 1984 amb Star Trek 3: A la recerca de Spock, el tercer de la sèrie de pel·lícules. Va dirigir la segona pel·lícula més reeixida (de crítica i financerament) de la franquícia, Star Trek 4: Missió salvar la Terra (1986), i després Tres solters i un biberó, la pel·lícula més taquillera de 1987. Aquests èxits el van convertir en un director estrella. Va dirigir The Good Mother (1988) i Funny About Love (1990). El 1994 va dirigir el seu darrer llargmetratge, Holy Matrimony. El seu darrer crèdit com a director va ser "Killshot", l'episodi pilot de 1995 de Deadly Games, una sèrie de televisió de ciència-ficció de curta durada.
En una roda de premsa que promocionava la pel·lícula "Star Trek" del 2009, va dir que no tenia més plans ni ambició de dirigir-la, tot i que li agradava.

### Escriptura
Nimoy va ser l'autor de dos volums d'autobiografia. La primera és I Am Not Spock (1975) i va ser controvertida, ja que molts fans van assumir erròniament que Nimoy s'estava distanciant del personatge de Spock. Al llibre, Nimoy manté diàlegs entre ell mateix i Spock. El contingut d'aquesta primera autobiografia també va tractar una autoproclamada "crisi d'identitat" que semblava perseguir Nimoy al llarg de la seva carrera. També es relacionava amb una aparent relació d'amor i odi amb el personatge de Spock i la franquícia Star Trek.
| « | Vaig passar per una crisi d'identitat definitiva. La pregunta era si abraçar el Sr. Spock o lluitar contra l'atac de l'interès públic. Ara me n'adono que realment no tenia cap altra opció en aquest assumpte. Spock i «Star Trek» estaven ben vius i no hi havia res que jo pogués fer per canviar-ho. | » |

Al segon volum, I Am Spock (1995), Nimoy comunica que finalment es va adonar que els seus anys interpretant el personatge de Spock havien portat a una identificació molt més gran entre el personatge de ficció i ell mateix. Nimoy va tenir molta influència en com actuava Spock en determinades situacions, i a l'inrevés, la contemplació de Nimoy sobre com actuava Spock li va donar motius per pensar en les coses d'una manera que mai no ho hauria fet si no hagués interpretat el personatge. Nimoy va sostenir que, en algun sentit significatiu, s'havia fusionat amb Spock mentre es distanciava entre la realitat i la ficció. El 2014, es va publicar la versió en audiollibre de "I Am Spock", llegida per Nimoy.
Va compondre diversos volums de poesia, alguns publicats juntament amb diverses fotografies seves. Un volum poètic posterior titulat A Lifetime of Love: Poems on the Passages of Life es va publicar el 2002. La seva poesia es pot trobar a l'índex de Poetes Contemporanis de The HyperTexts.Nimoy va adaptar i protagonitzar l'obra unipersonal "Vincent" (1981), basada en l'obra Van Gogh (1979) de Phillip Stephens.
El 1995, Nimoy va participar en la producció de Primortals, una sèrie de còmics publicada per Tekno Comix sobre el primer contacte amb extraterrestres, que havia sorgit d'una discussió que va tenir amb Isaac Asimov. Hi va haver una novel·lització de Steve Perry.

### Música

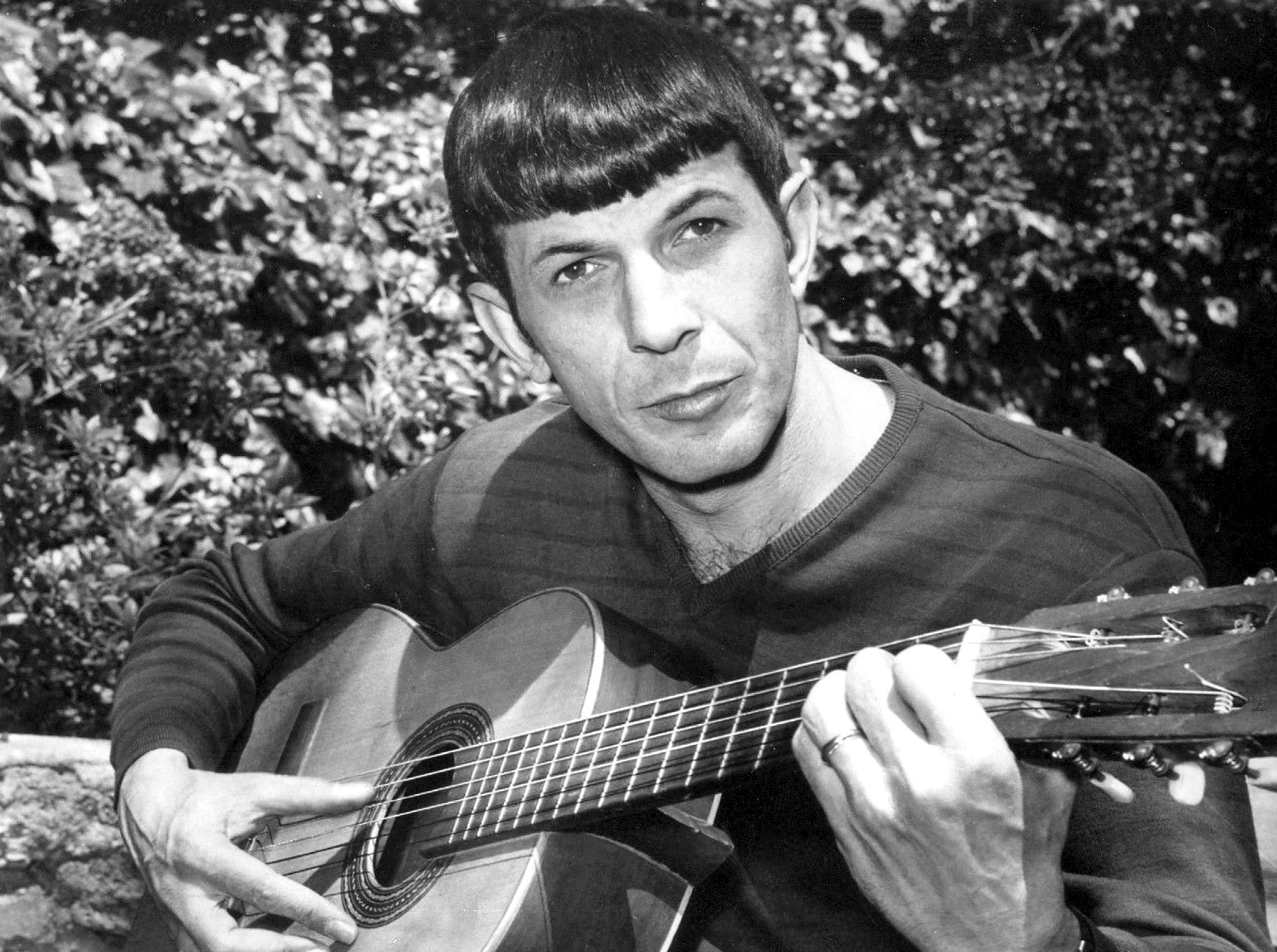
Nimoy tocant la guitarra el 1967

El desembre de 1966, quan va quedar clar que la sèrie original Star Trek estava desenvolupant un fort seguiment malgrat les baixes puntuacions de Nielsen, Dot Records es va posar en contacte amb els productors de la sèrie. El resultat va ser el fitxatge de Nimoy per aquest segell. Dot Records era una filial de Paramount Pictures, i tant Paramount com Desilu —l'estudi que produïa Star Trek— van ser adquirides per Gulf+Western: primer Paramount el 1966, i després Desilu el 1967. Així doncs, després de la fusió de les dues companyies, Nimoy va acabar treballant per a Paramount com a actor (de 1966 a 1971) i cantant (de 1967 a 1970), fent dues sèries de televisió (Star Trek i Mission: Impossible) i cinc àlbums. Més tard, Nimoy va gravar alguns àlbums de paròdia i va contribuir amb la narració a àlbums com ara Whales Alive.
La veu de Nimoy va aparèixer en forma de sample en una cançó de la banda de pop Information Society a finals dels anys vuitanta. La cançó "What's on Your Mind (Pure Energy)" (publicada el 1988), va arribar al número 3 a les llistes de música pop dels Estats Units i al número 1 a les llistes de música dance.
Nimoy va interpretar el paper del xofer al videoclip de 1985 de la versió de The Bangles de "Going Down to Liverpool". També va aparèixer al videoclip alternatiu de la cançó "The Lazy Song" de l'artista pop Bruno Mars.

## Vida personal

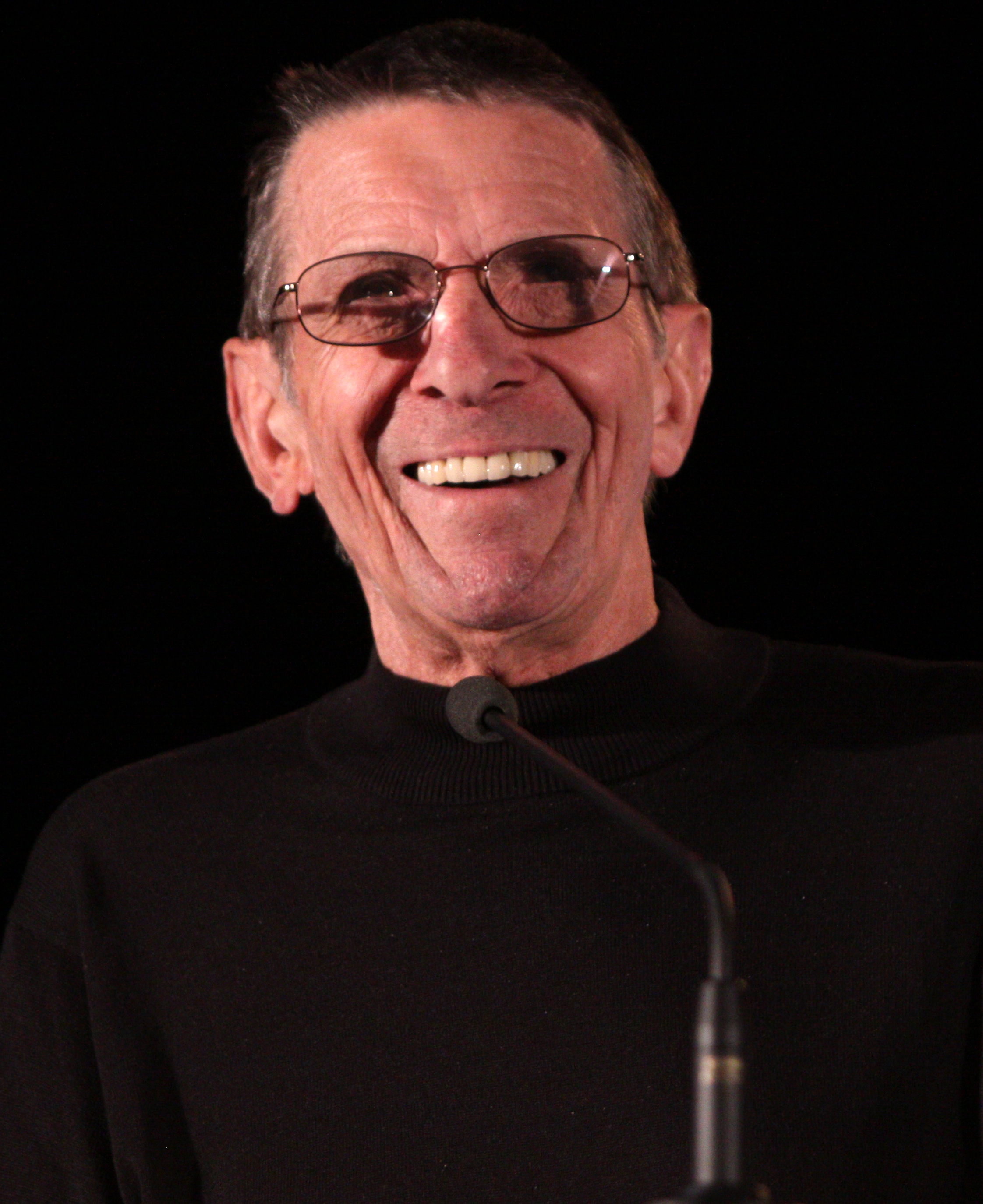
Nimoy a la Phoenix Comicon de 2011

Nimoy va ser activa durant molt de temps a la comunitat jueva i podia parlar i llegir ídix. El 1997, va narrar el documental "A Life Apart: Hasidism in America", sobre les diverses sectes dels jueus ortodoxos hassídics. L'octubre del 2002, Nimoy va publicar "The Shekhina Project", un estudi fotogràfic que explora l'aspecte femení de la presència de Déu, inspirat per la Càbala. Les reaccions han variat des d'un suport entusiasta fins a una condemna oberta. Nimoy va dir que les objeccions a Shekhina no el molestaven ni el sorprenien, però que es va sentir ofès per la intensitat de les protestes ortodoxes i es va entristir per la intent de controlar el pensament.
Nimoy es va casar dues vegades. El 1954 es va casar amb Sandra Zober (1927-2011), actriu; van tenir dos fills: la productora i directora de cinema Julie, i el director Adam. Després de 32 anys de matrimoni, segons sembla, va deixar Sandra el dia del seu 56è aniversari i es va divorciar d'ella el 1987. El dia de Cap d'Any de 1989, Nimoy es va casar amb la seva segona esposa, l'actriu Susan Bay, cosina del director Michael Bay.
Després de dos anys d'estudi a temps parcial, el 1977, Nimoy va obtenir un màster en educació a l'Antioch College. L'any 2000, va rebre un doctorat honoris causa de la Universitat d'Antioch a Ohio, atorgat pel seu activisme en la memòria de l'Holocaust, les arts i el medi ambient. El 2012, va rebre un doctorat honoris causa en lletres humanes de la Universitat de Boston.
A la pel·lícula documental del 2001 Mind Meld, en què Leonard Nimoy i William Shatner parlen de les seves carreres d'actor i vides personals, Nimoy va revelar que s'havia convertit en alcohòlic mentre treballava a Star Trek i va acabar en rehabilitació de drogues. William Shatner, al seu llibre del 2008 Up Till Now: The Autobiography, va parlar sobre com més tard a la vida, Nimoy va intentar ajudar la dona alcohòlica de Shatner, Nerine Kidd.

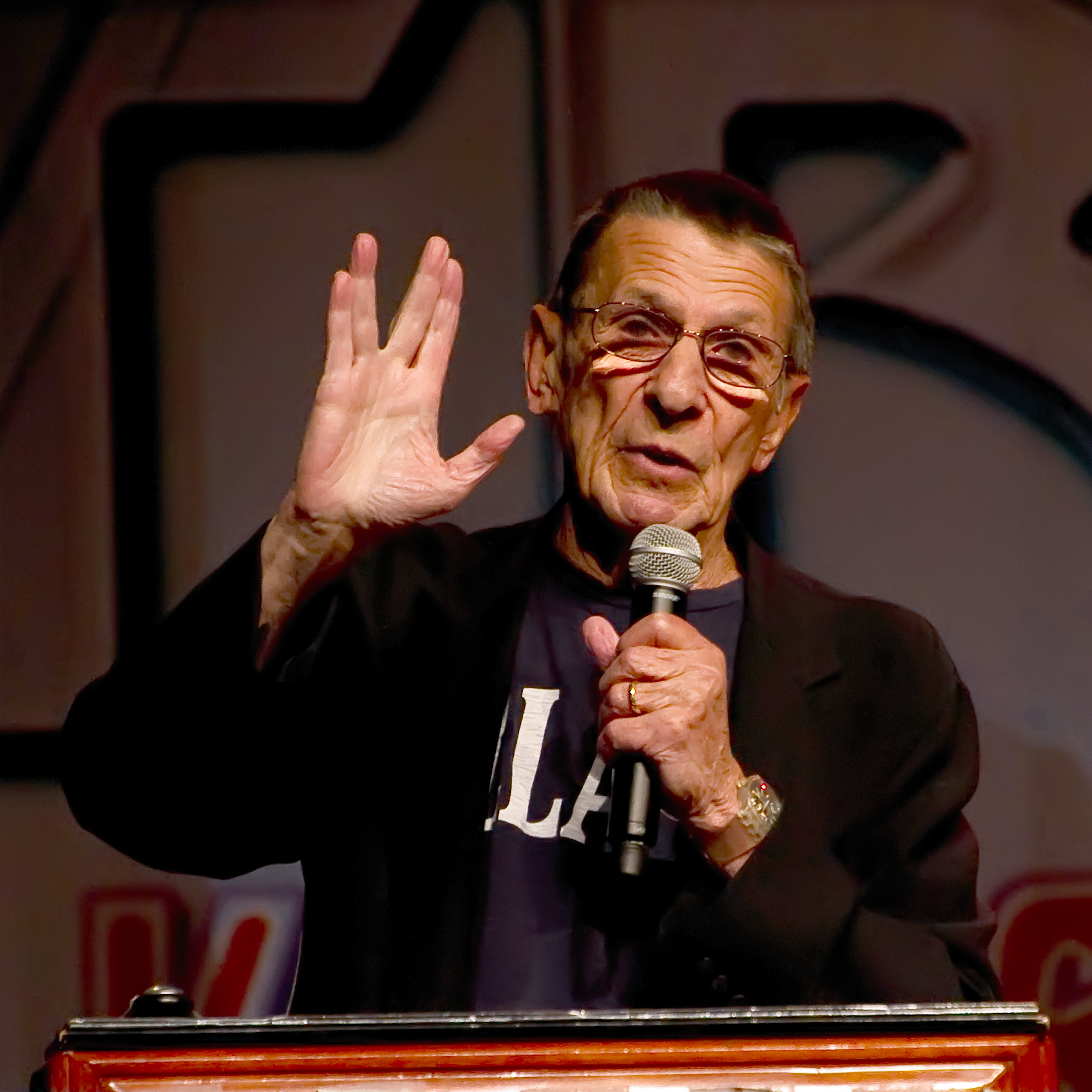
Nimoy fent la salutació vulcaniana

Nimoy ha dit que el personatge de Spock, que interpretava de dotze a catorze hores al dia, cinc dies a la setmana, va influir en la seva personalitat en la seva vida privada. Cada cap de setmana durant l'emissió original de la sèrie, estava dins del personatge durant tot el dissabte i fins al diumenge, comportant-se més com Spock que com ell mateix: més lògic, més racional, més reflexiu, menys emocional i trobant la calma en cada situació. No va ser fins diumenge a primera hora de la tarda que la influència de Spock en el seu comportament va disminuir prou com per permetre-li sentir-se més ell mateix de nou, només per començar el cicle de nou dilluns al matí. Anys després del programa, va observar patrons de parla vulcaniana, actituds socials, patrons de lògica i supressió emocional en el seu propi comportament.
Nimoy era pilot privat i havia tingut un avió. La Space Foundation li va atorgar el Premi de Divulgació Pública Douglas S. Morrow del 2010 per crear un model positiu que va inspirar innombrables espectadors a aprendre més sobre l'univers.
El 2009, Nimoy va ser homenatjat per la seva ciutat natal d'infantesa quan l'oficina de l'alcalde Thomas Menino va proclamar la data del 14 de novembre de 2009 com a "Dia de Leonard Nimoy" a la ciutat de Boston.
El 2014, Walter Koenig va revelar que Nimoy va defensar personalment i amb èxit els productors de la sèrie per la igualtat salarial pel treball de Nichelle Nichols a Star Trek.Aquest incident va ser confirmat per Nimoy en una entrevista de Trekmovie i va passar durant els seus anys a Desilu.
Nimoy té una estrella al Passeig de la Fama de Hollywood. El 2 de juny de 2015, l'asteroide 4864 Nimoy va rebre el seu nom.

## Malaltia i mort
El gener de 2014, Nimoy va revelar públicament que li havien diagnosticat malaltia pulmonar obstructiva crònica (MPOC), una afecció que va atribuir a una addicció al tabac que havia deixat uns 30 anys abans. El 19 de febrer de 2015, després d'haver estat entrant i sortint d'hospitals durant diversos mesos, Nimoy va ser traslladat al Centre Mèdic UCLA per dolors al pit.
El 25 de febrer de 2015, Nimoy va entrar en coma, va morir per complicacions de la MPOC a casa seva, al barri de Bel Air de Los Angeles, el matí del 27 de febrer, als 83 anys. Adam Nimoy va dir que a mesura que el seu pare s'acostava a la mort, "es va suavitzar. Va fer de la seva família una prioritat i la seva carrera professional va passar a ser secundària." Uns dies abans de la seva mort, Nimoy va compartir algunes de les seves poesies a Twitter: "Una vida és com un jardí. Es poden tenir moments perfectes, però no es poden conservar, excepte en el record. LLAP". Va ser el seu últim tuit.
Va ser enterrat al Cementiri Hillside Memorial Park de Los Angeles l'1 de març de 2015. Al servei hi van assistir gairebé 300 familiars, amics i antics companys de feina, com ara Zachary Quinto, Chris Pine i J. J. Abrams. Tot i que William Shatner no hi va assistir, les seves filles el van representar.

### Tributs personals

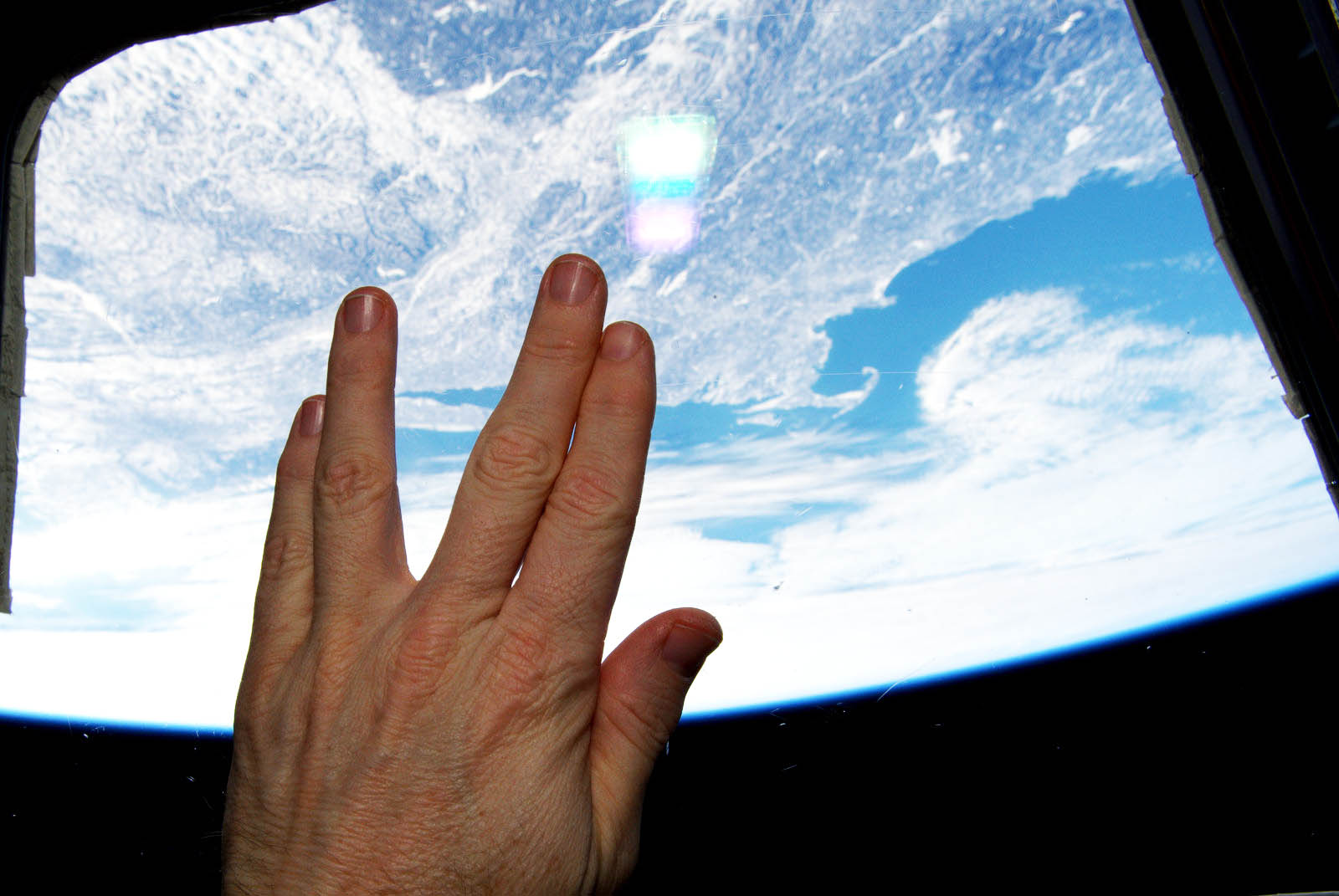
L'astronauta Terry W. Virts va fer una foto de la salutació vulcaniana des de l'Estació Espacial Internacional, en òrbita sobre la ciutat natal de Nimoy, Boston, el 28 de febrer de 2015

Els membres del repartiment de Star Trek que havien treballat al costat de Nimoy van retre homenatges personals després de la seva mort. William Shatner va escriure: "L'estimava com un germà. ... Tots trobarem a faltar el seu humor, el seu talent i la seva capacitat d'estimar." George Takei el va qualificar d'"home extraordinàriament talentós" i un "ésser humà molt decent". Walter Koenig va dir que després de treballar amb ell, va descobrir la "compassió, la intel·ligència i la humanitat" de Nimoy. Nichelle Nichols va assenyalar que la integritat, la passió i la devoció de Nimoy com a actor "van ajudar a transportar Star Trek a la història de la televisió". Quinto, que va interpretar Spock com un jove a Star Trek i Star Trek Into Darkness, va escriure: "Tinc el cor trencat. T'estimo profundament, estimat amic. I et trobaré a faltar cada dia".
El president dels Estats Units Barack Obama, que havia conegut Nimoy el 2007, el recordava com "un amant de les arts i les humanitats de tota la vida, un defensor de les ciències, generós amb el seu talent i el seu temps". L'exastronauta de la NASA Buzz Aldrin va qualificar Nimoy de "company de viatge espacial perquè va ajudar a fer que el viatge cap a la frontera final fos accessible per a tots nosaltres".

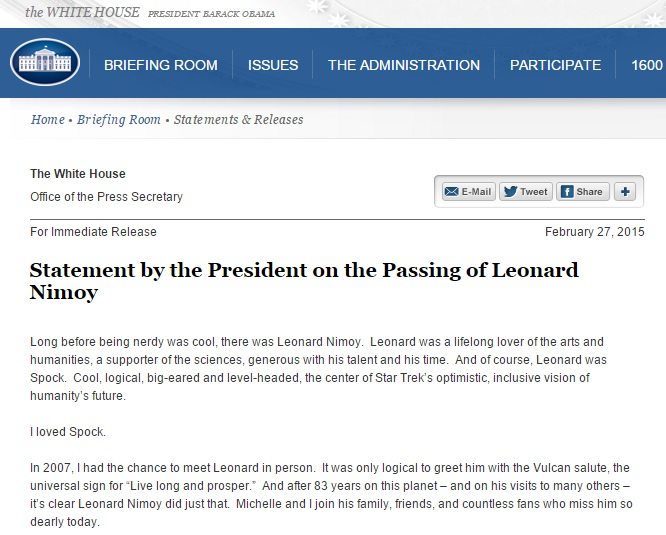
Declaració del president dels Estats Units Barack Obama sobre la mort de Nimoy.

The Big Bang Theory, que feia freqüents referències a Spock, i per la qual Nimoy va posar la veu en un episodi, li va retre homenatge després de la seva mort. La targeta personal del creador Chuck Lorre al final de l'episodi de la temporada 8, "The Colonization Application" (que s'emetria el 5 de març), incloïa una foto de Nimoy amb el peu de foto: "L'impacte que vas tenir en el nostre programa i en les nostres vides és etern."
El 136è episodi de la sèrie web Angry Video Game Nerd creada i protagonitzada per James Rolfe, que tractava de Seaman, es va dedicar a Nimoy.
Com a part d'una campanya per al llargmetratge del 2016 Star Trek Beyond, destinada a beneficiar diverses organitzacions benèfiques, Zachary Quinto i altres membres del repartiment van publicar un vídeo homenatge a Nimoy, i la mateixa pel·lícula li va retre homenatge. El seu director, Justin Lin, va explicar: "És una cosa que veureu a la pel·lícula. Evidentment va afectar a tothom, perquè ha estat una gran part de les nostres vides. Hi ha un intent de reconèixer-lo d'alguna manera."
Adam Nimoy va dirigir un documental biogràfic sobre el seu pare, For the Love of Spock, que Quinto va narrar i en el qual Shatner també va participar. Per beneficència, Shatner va utilitzar selfies fets pels fans de Nimoy per crear un mosaic d'homenatge en línia de la salutació vulcaniana.
El juny de 2015, el Jet Propulsion Laboratory va anomenar un asteroide 4864 Nimoy de 10 kilòmetres d'amplada, descobert originalment el 1988, al cinturó d'asteroides principal del Sistema Solar.
Shatner va escriure un llibre sobre la seva amistat amb Nimoy titulat Leonard: My Fifty Year Friendship with a Remarkable Man, publicat el 16 de febrer de 2016.
L'abril de 2017 es va estrenar un documental biogràfic sobre la seva malaltia, Remembering Leonard Nimoy produït per la seva filla Julie.
Davant del Museu de la Ciència de Boston, hi ha previst instal·lar un monument commemoratiu a Nimoy, a prop d'on va créixer al West End de Boston. L'escultura monumental serà una representació a mida més gran que la vida d'una mà que mostra el seu icònic gest de "llarga vida i prospera". Pel novembre de 2024 el projecte està finançat com a mínim en un 75%.

## Filmografia

### Vídeos musicals
| Any  | Títol                         | Artista       | Notes            |
| ---- | ----------------------------- | ------------- | ---------------- |
| 1967 | "The Ballad of Bilbo Baggins" | Leonard Nimoy |                  |
| 1985 | "Going Down to Liverpool"     | The Bangles   | Elxòfer          |
| 2011 | "The Lazy Song"               | Bruno Mars    | Vídeo alternatiu |

### Videojocs
| Any  | Títol                                        | Paper de veu | Notes                      |
| ---- | -------------------------------------------- | ------------ | -------------------------- |
| 1994 | Star Trek: 25th Anniversary                  | Spock        |                            |
| 1995 | Star Trek: Judgment Rites                    | Spock        |                            |
| 1999 | Seaman                                       | The Narrator |                            |
| 2005 | Civilization IV                              | The Narrator |                            |
| 2010 | Star Trek Online                             | Spock        |                            |
| 2010 | Kingdom Hearts Birth by Sleep                | Xehanort     |                            |
| 2012 | Kingdom Hearts 3D: Dream Drop Distance       | Xehanort     |                            |
| 2014 | Kingdom Hearts HD 2.5 Remix                  | Xehanort     | (Birth By Sleep Final Mix) |
| 2017 | Kingdom Hearts HD 2.8 Final Chapter Prologue | Xehanort     | (Dream Drop Distance HD)   |
| 2017 | Kingdom Hearts HD 1.5 + 2.5 Remix            | Xehanort     | (Birth By Sleep Final Mix) |

## Premis i nominacions
| Any  | Associació                                                                         | Categoria                                                                    | Treball                                             | Resultat  |
| ---- | ---------------------------------------------------------------------------------- | ---------------------------------------------------------------------------- | --------------------------------------------------- | --------- |
| 1968 | Premis Primetime Emmy                                                              | Millor actor secundari en una sèrie dramàtica                                | Star Trek (sèrie original)                          | Nominat   |
| 1969 | Premis Primetime Emmy                                                              | Millor actor secundari en una sèrie dramàtica                                | Star Trek (sèrie original)                          | Nominat   |
| 1970 | Premis Primetime Emmy                                                              | Millor actor secundari en una sèrie dramàtica                                | Star Trek (sèrie original)                          | Nominat   |
| 1978 | Premis Saturn                                                                      | Millor actor secundari                                                       | La invasió dels ultracossos                         | Nominat   |
| 1979 | Premis Saturn                                                                      | Millor actor secundari                                                       | Star Trek: La pel·lícula                            | Nominat   |
| 1982 | Premis Emmy Primetime                                                              | Millor actor secundari en una sèrie limitada o un especial                   | A Woman Called Golda                                | Nominat   |
| 1984 | Premis Saturn                                                                      | Millor director                                                              | Star Trek 3: A la recerca de Spock                  | Nominat   |
| 1985 | Premis Hugo                                                                        | Millor presentació dramàtica                                                 | Star Trek 3: A la recerca de Spock                  | Nominat   |
| 1986 | Premis Saturn                                                                      | Millor director                                                              | Star Trek 4: Missió salvar la Terra                 | Nominat   |
| 1986 | Premis Saturn                                                                      | Millor actor                                                                 | Star Trek 4: Missió salvar la Terra                 | Nominat   |
| 1987 | Premis Saturn                                                                      | The Life Career Award                                                        | The Life Career Award                               | Premiat   |
| 1987 | Premis Hugo                                                                        | Millor representació dramàtica                                               | Star Trek 4: Missió salvar la Terra                 | Nominat   |
| 1992 | Premis Hugo                                                                        | Millor representació dramàtica                                               | Star Trek VI: The Undiscovered Country              | Nominat   |
| 2001 | Premis Annie                                                                       | Doblatge d'un intèrpret masculí en una producció de llargmetratge d'animació | Atlantis: The Lost Empire                           | Nominat   |
| 2009 | Societat de Crítics de Boston                                                      | Millor repartiment                                                           | Star Trek                                           | Guanyador |
| 2009 | Premis de la Crítica Cinematogràfica                                               | Millor repartiment                                                           | Star Trek                                           | Nominat   |
| 2009 | Premis Scream                                                                      | Millor repartiment                                                           | Star Trek                                           | Nominat   |
| 2009 | Premis Saturn                                                                      | Millor paper convidat a la televisió                                         | Fringe                                              | Guanyador |
| 2014 | National Academy of Television Arts and Sciences Capítol de Boston/Nova Anglaterra | Premis Emmy de Nova Anglaterra Premi dels Governadors                        | Contribucions perdurables a la indústria televisiva | Guanyador |

## Discografia
- Leonard Nimoy Presents Mr. Spock's Music from Outer Space (1967)
- Two Sides of Leonard Nimoy (1968)
- The Way I Feel (1968)
- The Touch of Leonard Nimoy (1969)
- The New World of Leonard Nimoy (1970)